# Fivelandia 2
Fivelandia 2 è il terzo album di Cristina D'Avena, pubblicato da Five Record Srl e distribuito da C.G.D. Messaggerie Musicali SpA.

## Il disco
L'album è il secondo capitolo della collana Fivelandia e contiene le sigle dei cartoni animati andati in onda sulle reti Mediaset nel periodo intorno alla pubblicazione. Esso è stato pubblicato in musicassetta e vinile e nel 2006 è stato pubblicato in CD, prima in versione doppia e successivamente singola.
La copertina dell'album riporta Uan e Five su un pianoforte con i loghi di Italia 1 e Canale 5.
La versione di Puffi la la la pubblicata nell'album è diversa da quella pubblicata precedentemente sul 45 giri, in quanto nuovamente interpretata e arrangiata.

## Tracce

### Lato A
1. Puffi la la la – 2:40 (testo: Alessandra Valeri Manera, Hoyt Stoddard Curtin, William Hanna, Joseph R. Barbera – musica: Hoyt Stoddard Curtin, William Hanna, Joseph R. Barbera; edizioni musicali Dream Factory Entertainment / I.M.P.S. SA)
2. Pollon, Pollon combinaguai – 3:00 (testo: Alessandra Valeri Manera, Vladimiro Albera – musica: Piero Cassano; edizioni musicali RTI S.p.A.)
3. Piccolo Principe – 2:55 (testo: Alessandra Valeri Manera – musica: Augusto Martelli; edizioni musicali RTI S.p.A.)
4. Là sui monti con Annette – 3:38 (testo: Alessandra Valeri Manera – musica: Giordano Bruno Martelli; edizioni musicali RTI S.p.A.)
5. Bum Bum – 2:27 (testo: Alessandra Valeri Manera, Vladimiro Albera – musica: Augusto Martelli; edizioni musicali RTI S.p.A.)
6. Paolo e Uan Bim Bum Bam – 2:45 (testo: Luciano Beretta, Albano Bertoni – musica: Augusto Martelli; edizioni musicali RTI S.p.A.)

### Lato B
1. Georgie – 2:29 (testo: Alessandra Valeri Manera – musica: Alberto Baldan Bembo; edizioni musicali RTI S.p.A.)
2. Nanà Supergirl – 3:30 (testo: Alessandra Valeri Manera – musica: Piero Cassano; edizioni musicali RTI S.p.A.)
3. Space Runner – 2:51 (testo: Vladimiro Albera, Diego Canestrelli – musica: Diego Canestrelli, Guido Dall'Oglio; edizioni musicali RTI S.p.A.)
4. Due giovani eroi, John e Solfamì – 3:18 (testo: Alessandra Valeri Manera, Christopher Lonk, Jacques Zegers – musica: Mireille Delfosse; edizioni musicali I.M.P.S. SA)
5. A E I O U – 2:46 (testo: Paola Blandi, Pierre A.L. Petrus Kartner – musica: Pierre A.L. Petrus Kartner; edizioni musicali Blue Team Music)
6. Puffi la la la (strumentale) – 2:40 (Hoyt Stoddard Curtin, William Hanna, Joseph R. Barbera; edizioni musicali Dream Factory Entertainment / I.M.P.S. SA)

### Interpreti
- Cristina D'Avena – Lato A n. 1-2-4-5 / Lato B n. 1-2-5
- Piccolo Coro dell'Antoniano – Lato A n. 3-6
- Paolo Bonolis e Giancarlo Muratori[1] – Lato A n. 6
- The Band of Mara – Lato B n. 3
- Orchestra e Coro di Augusto Martelli – Lato B n. 4

## Produzione
- Alessandra Valeri Manera – Produzione discografica
- Cesare Priori – Direzione artistica
- Ornella Scaperrotta – Grafica
- Mirko Pajè – Illustrazione

## Produzione e formazione dei brani

### Puffi la la la
- Augusto Martelli – Produzione, arrangiamento, supervisione musicale, direzione orchestra
- Tonino Paolillo – Registrazione e mixaggio al Mondial Sound Studio, Milano
- Orchestra di Augusto Martelli – Esecuzione musicale
- I Piccoli Cantori di Milano – Cori
- Niny Comolli – Direzione cori
- Laura Marcora – Direzione cori

## Differenze con la ristampa
A differenza della ristampa del primo volume, per Fivelandia 2 tutte le canzoni sono rimaste invariate. La ristampa differisce solamente nella grafica.

### Fivelandia 2

#### Produzione
- Paolo Paltrinieri – Produzione discografica
- Marina Arena – Coordinamento
- Michele Muti – Coordinamento
- Direzione Creativa e Coordinamento Immagine Mediaset – Grafica
- Enrico Fabris – Fonico

### Fivelandia Reloaded - Volume 2
A partire da dicembre 2018, RTI ha iniziato a pubblicare delle versioni ridotte degli album originali. Per quanto riguarda il volume 2, delle 12 tracce presenti nella ristampa, ne sono state pubblicate solo 7. La copertina dell'album è molto simile a quella della ristampa su CD con la differenza che viene aggiunta la scritta Reloaded e i loghi di Five e Uan.

#### Tracce
1. Pollon, Pollon combinaguai – 3:00 (testo: Alessandra Valeri Manera, Vladimiro Albera – musica: Piero Cassano; edizioni musicali RTI S.p.A.)
2. Là sui monti con Annette – 3:38 (testo: Alessandra Valeri Manera – musica: Giordano Bruno Martelli; edizioni musicali RTI S.p.A.)
3. Bum Bum – 2:27 (testo: Alessandra Valeri Manera, Vladimiro Albera – musica: Augusto Martelli; edizioni musicali RTI S.p.A.)
4. Georgie – 2:29 (testo: Alessandra Valeri Manera – musica: Alberto Baldan Bembo; edizioni musicali RTI S.p.A.)
5. Nanà Supergirl – 3:30 (testo: Alessandra Valeri Manera – musica: Piero Cassano; edizioni musicali RTI S.p.A.)
6. Space Runner – 2:51 (testo: Vladimiro Albera, Diego Canestrelli – musica: Diego Canestrelli, Guido Dall'Oglio; edizioni musicali RTI S.p.A.)
7. A E I O U – 2:46 (testo: Paola Blandi, Pierre A.L. Petrus Kartner – musica: Pierre A.L. Petrus Kartner; edizioni musicali Blue Team Music)